# Šeštokai
Šeštokai is een plaats in de Litouwse gemeente Lazdijai, in het district Alytus. De plaats telt 755 inwoners (2001).
De plaats is vooral bekend omdat deze aan de (enige) spoorwegverbinding tussen Polen en Litouwen ligt en hier de spoorbreedte verandert van het West-Europese normaalspoor (1435 mm) naar het breedspoor (1524 mm) v.v., zodat overstappen of ombouw van de wagens noodzakelijk is.